# Joannusmolen
De molen Joannus is een grondzeiler korenmolen aan de Vosseneindseweg in Heumen. Deze ronde stenen molen is gebouwd in 1894. Hij is voorzien van zelfzwichting op de binnenroede.
De Joannus is ingericht voor het malen van graan voor menselijke consumptie en heeft twee koppel stenen en een elektrisch aangedreven maalstoel. De molen heeft zijn naam gegeven aan een bedrijf dat biologische producten maakt. Door onder andere de groei van het bedrijf en de verslechterde molenbiotoop worden deze producten nauwelijks nog met de Joannus gemalen.